# Concistori di papa Callisto III

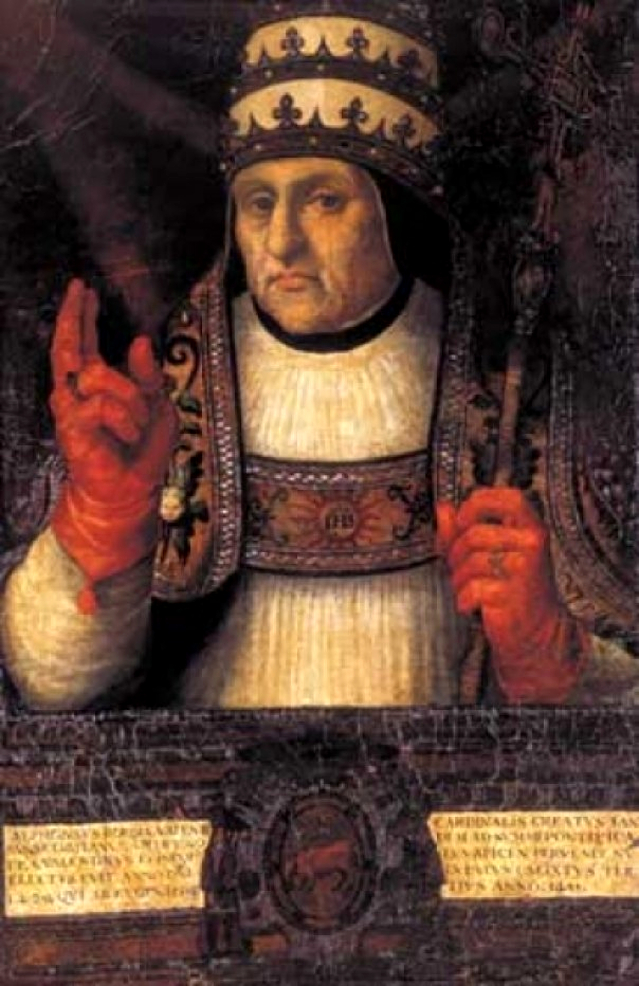
Papa Callisto III

Questa voce raccoglie l'elenco completo dei Concistori per la creazione di nuovi cardinali presieduti da papa Callisto III, con l'indicazione di tutti i cardinali creati. In tre concistori, Callisto III ha creato 9 cardinali, provenienti da quattro nazioni: 4 italiani, 3 spagnoli, 1 portoghese e 1 francese. Il Pontefice aveva anche intenzione di elevare alla porpora Giovanni Soreth, O.Carm, ma egli rifiutò la proposta. Successivamente, Soreth verrà beatificato nel 1866 da Papa Pio IX.

## 20 febbraio 1456 (I)
Il 20 febbraio 1456, nel suo primo concistoro, papa Callisto III creò due nuovi cardinali in pectore. I due nuovi porporati furono:
- Luis Juan de Milá, nipote di Sua Santità e vescovo di Segorbe-Albarracín (Spagna); creato cardinale presbitero dei Santi Quattro Coronati (pubblicato nel concistoro del 17 settembre 1456); deceduto nel 1510.
- Roderic Llançol de Borja, nipote di Sua Santità e sagrestano di Valencia (Spagna); creato cardinale diacono di San Nicola in Carcere (pubblicato nel concistoro del 17 settembre 1456); poi eletto papa con il nome di Alessandro VI l'11 agosto 1492; deceduto il 18 agosto 1503.

## 17 settembre 1456 (II)
Il 17 settembre 1456, nel suo secondo concistoro pubblico, papa Callisto III rivelò i nomi dei due cardinali in pectore de Milá e de Borja e ne creò un terzo:
- Jaime de Portugal, amministratore diocesano di Lisbona (Portogallo); creato cardinale diacono di Sant'Eustachio; deceduto il 27 agosto 1459.

## 17 dicembre 1456 (III)
Il 17 dicembre, durante il suo terzo concistoro pubblico, papa Callisto III creò 6 nuovi cardinali:
- Rinaldo Piscicello, arcivescovo di Napoli, creato cardinale presbitero di Santa Cecilia; deceduto il 4 luglio 1457.
- Juan de Mella, vescovo di Zamora (Spagna); creato cardinale presbitero di Santa Prisca; deceduto il 12 ottobre 1467.
- Giovanni Castiglione, vescovo di Pavia, creato cardinale presbitero di San Clemente; deceduto il 14 aprile 1460.
- Enea Silvio Piccolomini, vescovo di Siena, creato cardinale presbitero di Santa Sabina; poi eletto Papa Pio II il 19 agosto 1458; deceduto il 14 agosto 1464.
- Giacomo Tebaldi, vescovo di Montefeltro, creato cardinale presbitero di Sant'Anastasia; deceduto il 4 settembre 1466.
- Richard Olivier de Longueil, vescovo di Coutances (Francia); creato cardinale presbitero di Sant'Eusebio; deceduto il 19 agosto 1470.

## Fonti
- (EN) Salvador Miranda, Callistus III, su fiu.edu – The Cardinals of the Holy Roman Church, Florida International University.